# Burgberg (Bergstein)
Le Burgberg, connu sous le nom « colline 400 » (Hill 400 en anglais, parfois Castle Hill) donné par les Américains pendant la Seconde Guerre mondiale, est une colline d'environ 400 mètres d'altitude fournissant une vue entière sur la forêt de Hürtgen (Hürtgenwald en allemand). C'est une position particulièrement importante pour les Allemands et leur artillerie lors de la bataille de la forêt de Hürtgen, qui se déroule entre septembre 1944 et février 1945.

## Géographie
La forêt de Hürtgen occupe un plateau coupé de vallées escarpées et très boisées. Le Burgberg domine la zone à l'extrémité de la crête Brandenberg–Bergstein, juste à proximité de la vallée de la Roer.

## Histoire

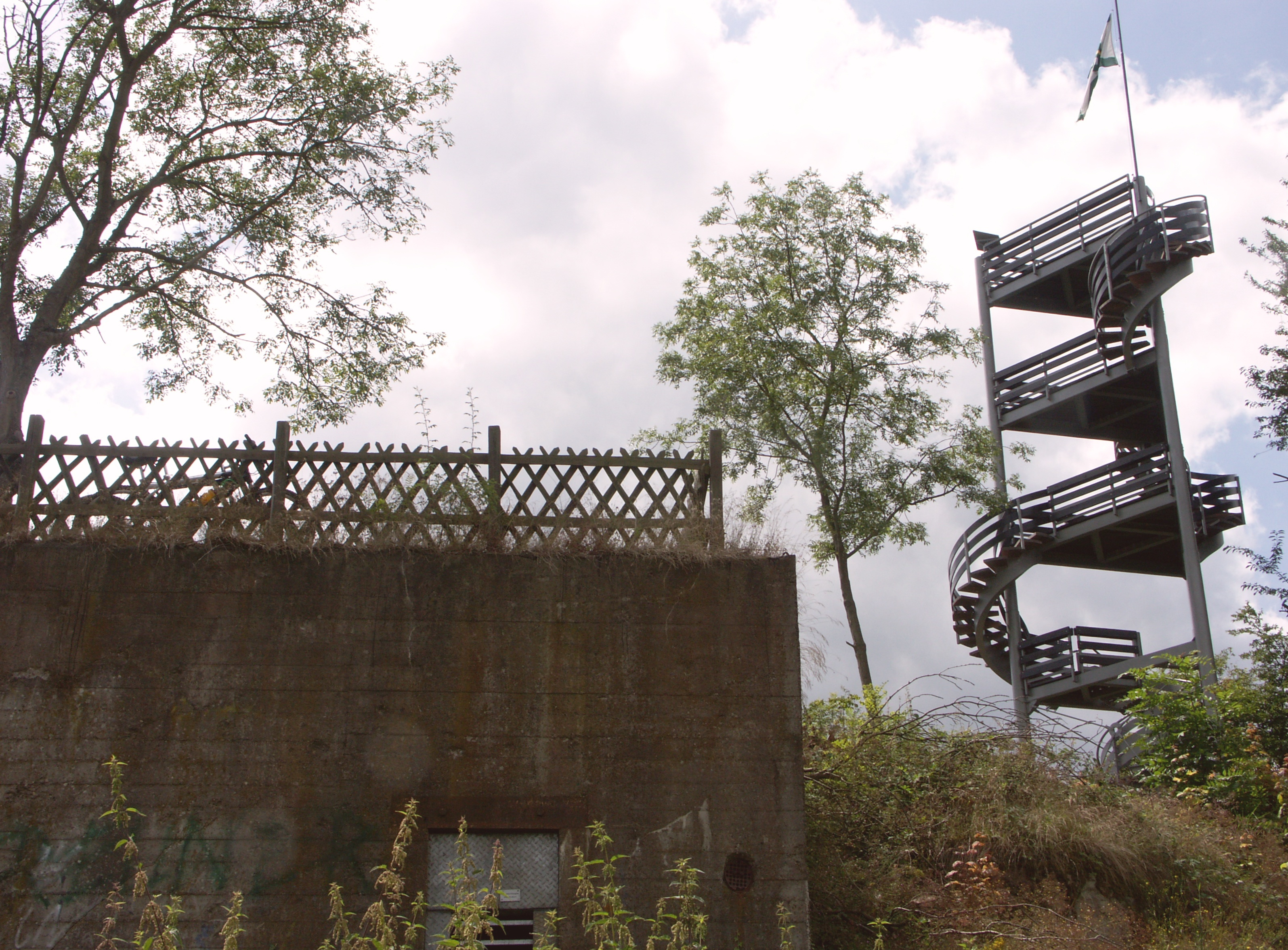
Les Allemands y avaient installé des bunkers.

Les Américains ne prennent pas conscience de l'importance de cette colline pour la défense allemande dans les premières semaines de la bataille. Le 7 décembre 1944 le New York Times annonce la prise de la colline par le 2e bataillon de Rangers américains. Le 11 décembre, un autre rapport, paru encore une fois dans le Times, annonce l'échec des troupes allemandes dans leur tentative de la reprendre.
La prise de la « colline 400 » met fin aux barrages d'artillerie incessants sur les positions alliées lors de la bataille de la forêt de Hürtgen.